# Carl Otto Czeschka
Carl Otto Czeschka (1878-1960) est un peintre, graphiste-designer, enseignant et scénographe autrichien, issu du mouvement de la Sécession viennoise et l'un des piliers du Wiener Werkstätte.

## Biographie
Carl Otto Czeschka est né le 22 octobre 1878 à Vienne (Autriche-Hongrie), fils de Wenzel Czeschka (1845–1915), menuisier originaire de Bohême et de Moravie, et de Mathilde Hafner (1853-1883), couturière et brodeuse. Issu d'un milieu modeste d'artisans, le garçon est élevé après la mort de sa mère par son oncle, August Hafner, et emménage dans Marchstrasse, un quartier de Vienne un peu plus cossu. Révélant un don pour le dessin, il décroche une bourse d'études, et intègre l'école Esterhazy, puis, en 1890, complète son apprentissage par une formation en menuiserie auprès de son père. En 1891, il étudie l'histoire de l'art auprès d'un professeur qui est également celui de Koloman Moser ; le tout jeune-homme, particulièrement doué, devient ensuite instructeur auprès des enfants de l'archiduc Charles-Louis. Kolo Moser et Czeschka deviennent amis.
En 1894, âgé de seize ans, il est reçu à l'Académie des beaux-arts de Vienne et fréquente la classe de Christian Griepenkerl. Diplômé en 1897, il devient assistant-professeur à l'Académie, au moment où se forme la Sécession viennoise ; trois ans plus tard, il participe aux expositions du groupe. Puis il est recruté à partir de 1902 par Arthur von Scala à la Kunstgewerbeschule de Vienne où il a de nombreux élèves dont Oskar Kokoschka. Dès septembre 1905, il rejoint la Wiener Werkstätte (WW), fondé par Josef Hoffmann et son ami Kolo Moser ; pour le Palais Stoclet à Bruxelles (1913), il conçoit sept vitraux, ainsi que deux bas-reliefs en marbre. Deux ans plus tard, il part enseigner à l'école des arts appliqués de Hambourg, tout en restant en lien avec le WW.
À cette époque, le style de Czeschka se démarque assez vite de Gustav Klimt, auquel il emprunte le formalisme géométrique, tout en se dirigeant vers des structures plus abstraites : très marqué, Kokoschka considèrera Czeschka comme étant son véritable maître.
En 1907, il crée les costumes et la scénographie du King Lear mis en scène par Max Reinhardt à Berlin, puis, de même, pour le projet de mise en scène de Die Nibelungen d'après Friedrich Hebbel au Raimundtheater, qui ne se fait pas, mais donne prétexte à un ouvrage illustré pour la jeunesse (Gerlach's Jugendbücherei, Leipzig, 1908) qui aura une grande influence.
Naturalisé allemand, il réside à Hambourg jusqu'à sa mort, où il possède son atelier d'où sortent de multiples créations destinées à l'architecture intérieure, la décoration, la publicité, etc. En 1937, il devient membre du NSDAP afin de conserver son poste à la Kunstgewerbeschule de Hambourg. Son atelier est détruit sous les bombardements de l'hiver 1943.
En 1946, il réalise la nouvelle charte graphique de Die Zeit, laquelle est contestée par les autorités régionales puis approuvée par la mairie. En 1951, il retrouve Oskar Kokoschka, après 43 ans d'éloignement. En octobre 1958, pour son anniversaire, la ville de Hambourg décore les vitrines des magasins avec ses œuvres, en son hommage. 
Il meurt le 30 juillet 1960 à Hambourg.

## Œuvre

### Pièces maîtresses
- Cassette ciselée (1905), offerte par la société Škoda à l'empereur François-Joseph[3].
- Table pour jouer aux cartes (1906), avec Josef Hoffmann, destinée à la « Jagdhaus » (Hochreit, Autriche)  de Karl Wittgenstein[4].
- Le Cabinet Wittgenstein (1908), meuble-vitrine en argent ciselé, émaux, perles et gemmes, Wiener Werkstätte (Dallas, Dallas Museum of Art)[5].
- Collier d'opales (1909-1910), Wiener Werkstätte.
- Illustrations du Die Nibelungen (Verlag Gerlach & Wiedling, 1908)[6].
- Identité graphique des magasins et des produits Hacifa (Hamburger Cigarrenfabrik), filiale de Loeser & Wolff, géant allemand du tabac (1918-1937, puis 1946-1956).
- Vitraux (1912-1913) pour la Hochschule für bildende Künste Hamburg (HFBK), architecte : Fritz Schumacher.
- Tapisserie dite des Mille et Une Nuits (Tausendundeine Nacht) (1922-1926) pour la maison de Sigmund Gildemeister (Hambourg).
- Vitraux (1942) pour la Friedhofskapelle de Wismar.
- Charte et identité graphique (1946) de Die Zeit.

### Autres travaux graphiques
- Travaux pour l'Imprimerie impériale de Vienne (1904).
- Calendrier et programme du Kabarett Fledermaus (Vienne, 1907).
- Calendrier pour la Wiener Werkstätte (Vienne, 1908).
- Illustrations pour la collection « Gerlachs Jugendbücherei » (Leipzig, 1905-1910)
- Illustrations pour les éditions Alfred Janssen (Hambourg, 1908-1917).
- Calendrier pour la Norddeutsche Versicherungsgesellschaft (assurances, Hambourg, 1910-1912).